# Wohn- und Wirtschaftsgebäude Hymendorfer Straße 101
Das Wohn- und Wirtschaftsgebäude Hymendorfer Straße 101 an einem Stichweg in der niedersächsischen Gemeinde Geestland, Ortsteil Hymendorf, im Landkreis Cuxhaven, stammt aus der zweiten Hälfte des 19. Jahrhunderts.
Aktuell (2024) wird es landwirtschaftlich genutzt.
Das Gebäude steht unter Denkmalschutz (siehe auch Liste der Baudenkmale in Geestland).

## Beschreibung
Das eingeschossige traufständige Gebäude als Zweiständer-Hallenhaus in quadratischem Fachwerk und in Unterrähmkonstruktion mit Steinausfachungen, mit Satteldach und regionaltypischer Verbretterung im oberen Giebeldreieck sowie der Grooten Door mit Korbbogen wurde um 1870 gebaut.
Auf der Hofanlage stehen weitere, nicht denkmalgeschützte Gebäude (Wohnhaus, Scheune, Stall, Nebengebäude).
Das Landesdenkmalamt befand u. a.: „… regionstypisches Hallenhaus in Zweiständerkonstruktion …“